# Twee Waalse boerenkinderen
Twee Waalse boerenkinderen of Boëchelle (Waals dialect voor ‘meisje’) is een werk uit 1888 van de Belgische kunstenaar Léon Frédéric (Brussel 1856 - Schaarbeek 1940). Het olieverf op doek meet 124,6 × 91,6 cm. Het behoort onder inventarisnummer 1264 tot de collectie van het Koninklijk Museum voor Schone Kunsten Antwerpen.

## Context
Frédéric was reeds tijdens zijn leven een succesvolle Belgische schilder. Een opiniepeiling uit 1925 riep hem uit tot ‘de meest populaire schilder van België’. Ondanks zijn succes bleef hij aandacht hebben voor de moeilijke leefomstandigheden van de boerenklassen. Deze sociale bekommernis is terug te vinden in zijn kunst. Zijn stijl verschilt op diverse vlakken van het oude realisme (Gustave Courbet en Charles De Groux) of het contemporaine impressionisme (jaren 1890, voornamelijk door Emile Claus). Twee Waalse boerenkinderen is in een naturalistische stijl geschilderd. De belangrijkste vertegenwoordiger van die stijl was Jules Bastien-Lepagne die in heel Europa werd nagevolgd door jonge, moderne kunstenaars. Typerend voor zijn naturalisme (ook wel Bastienisme genoemd) is de globale helderheid en de afwezigheid van het traditionele clair-obscur. Zowel het literaire als picturale naturalisme had een voorliefde voor volkse figuren zoals ouderlingen, straatkinderen en landarbeiders. Deze werden gemonumentaliseerd in beeld gebracht en ondersteund door eenvoudige composities.

## Beschrijving
De uiterst nauwkeurige, monumentale voorstelling van de figuren uit Twee Waalse boerenkinderen valt meteen op. Herwig Todts, medewerker aan het KMSKA, schreef reeds dat de figuren bijna “met een fotografische nauwkeurigheid [zijn] weergegeven – overigens met een scherpte en op een schaal die de fotografie, zelfs afgezien van de kleur, pas veel later kon evenaren.” Frédérics voorliefde voor volkse figuren wordt hierin goed aangetoond. Zeker ook de manier waarop hij de kleding, grote handen en voeten van de meisjes weergaf, ligt in lijn van het naturalisme. De meisjes bevinden zich dicht bij de toeschouwer, tegen een hoog oplopende achtergrond. Omdat schilders in lijn van het impressionisme soms ook secundaire motieven schetsmatig weergaven, is het niet helemaal duidelijk of de strook boven hun hoofden een fragment van een bewolkte hemel of een onverzorgde, verweerde muur in een boerenwoning is.
De koele tonen onderbouwen de eenvoud van het werk. Meestal opteerde Frédéric voor bonte kleuren. Ditmaal beperkte hij zich echter tot een zeer bescheiden kleurakkoord van blauw (kledij en haarlint) en blond (haar). Het kleutertje heeft een bedeesde, maar onbevangen houding. Deze contrasteert met de schuchtere uitdrukking van het oudere meisje. Dat toont zich als een beschermende zus over het kleine kind. Het indringende karakter van de voorstelling ligt aan het feit dat de modellen zich bewust lijken te zijn van de kunstenaar en hun toeschouwers.

## Materiële aspecten

### Afmetingen
- 124,6 × 91,6 cm (Dagmaat)
- 126,5 × 94 × 2,5 cm (Volledig)
- 163,4 × 130,6 × 11,8 cm, 31,5 kg (Inclusief lijst)

### Signaturen
- L. Frederic/ 1888
  - Plaats: recto, linksonder
  - Type: handschrift
  - Lettertype: onderkast met beginkapitaal
  - Auteur: Léon Frédéric
  - Datum: 1888

## Provenance
In 1888 werd het schilderij te Brussel bij L'Essor getoond onder de titel De Waalse meisjes. In 1894 kocht het KMSKA het werk van een onbekende eigenaar op de Driejaarlijkse Tentoonstelling Antwerpen.

## Referentielijst
1. 1 2 3 4 5  Herwig Todts, in Moderne Meesters in het Koninklijk Museum, 1992, nr. 18.
2. 1 2 3 4 5 6  Herwig Todts, in Het Museumboek. Hoogtepunten uit de verzameling, 2003, p. 174.
3. ↑  Wenke Mast, Highlights, Website K.M.S.K.A., 2011.
4. 1 2  Siska Beele, in bezoekersgids Bruegelland XL, 2017, nr. 22.
5. 1 2  Nanny Schrijvers, in Vouwblad Educatieve Dienst Koninklijk Museum voor Schone Kunsten Antwerpen. Naturalisme, 1997, p. 3.
6. 1 2  Herwig Todts, in James Ensor. Belgien um 1900, 1989, p. 220.